# Метод Фрі — Вільсона
Метод Фрі — Вільсона (англ. Free — Wilson approach) — у хімії ліків — один з методів статистичного аналізу залежності структура — біологічна активність, в якому біологічна активність (BA) представляється лінійною функцією індикаторних змінних (Xi), які при наявності певного замісника (чи певного елемента структури) набирають значення 1 і дорівнюють нулеві у його відсутності:
BA= k1X1+ k2X2+…+ knXn+ k0,
де kі — емпіричні параметри.
Використовується у дизайні ліків з метою уточнення стратегії пошуку найдоцільнішої зміни структури сполуки для наступного синтезу.